# Roodkuifmiertangare
De roodkuifmiertangare (Driophlox cristata) is een zangvogel uit de familie Cardinalidae (kardinaalachtigen).

## Verspreiding en leefgebied
Deze soort is endemisch in Colombia.